# لويس غاليغو
لويس غاليغو (بالإسبانية: Luis Gallego)‏ هو رئيس تنفيذي ‏ إسباني، ولد في 1969 في مدريد في إسبانيا.